# Verner Panton
Verner Panton (13. února 1926 Gamtofte – 5. září 1998 Kodaň) byl dánský návrhář interiérů. Ve své tvorbě se rozešel se severskou tradicí uměřenosti a souladu s přírodou a šokoval extravagantními návrhy v duchu psychedelické estetiky šedesátých let.
Narodil se na ostrově Fyn v rodině hostinského. Za druhé světové války se podílel na protinacistickém odboji. Původně pracoval jako zedník, v roce 1951 absolvoval Královskou dánskou uměleckou akademii a začal spolupracovat s architektem Arne Jacobsenem. Podnikl studijní cestu autokarem po Evropě a v roce 1955 založil vlastní designové studio, kde navrhoval nábytek pro kodaňskou firmu Fritz Hansen.
Byl průkopníkem pop-artu v oblasti bytového zařízení, pracoval se syntetickými materiály, pestrými barvami a nezvyklými tvary. Jeho nejznámějším dílem je židle Panton z roku 1967, vyrobená vstřikováním z jediného kusu plastu. Do nabídky řetězce Ikea se dostala jeho židle Vilbert sestavená z dřevovláknitých desek. Navrhoval také koberce a pro firmu Vitra vytvořil řadu futuristických svítidel. V sedmdesátých letech se podílel na projektu Visiona, který přišel s novátorskou koncepcí interiéru jako umělé krajiny. Ohlas vzbudila také jeho výzdoba sídla časopisu Der Spiegel v Hamburku. Teoreticky se zabýval vlivem barev na lidskou psychiku a za svůj hlavní cíl označil rozvíjení fantazie.
Od roku 1984 byl hostujícím profesorem na univerzitě v Offenbachu.

## Fotogalerie

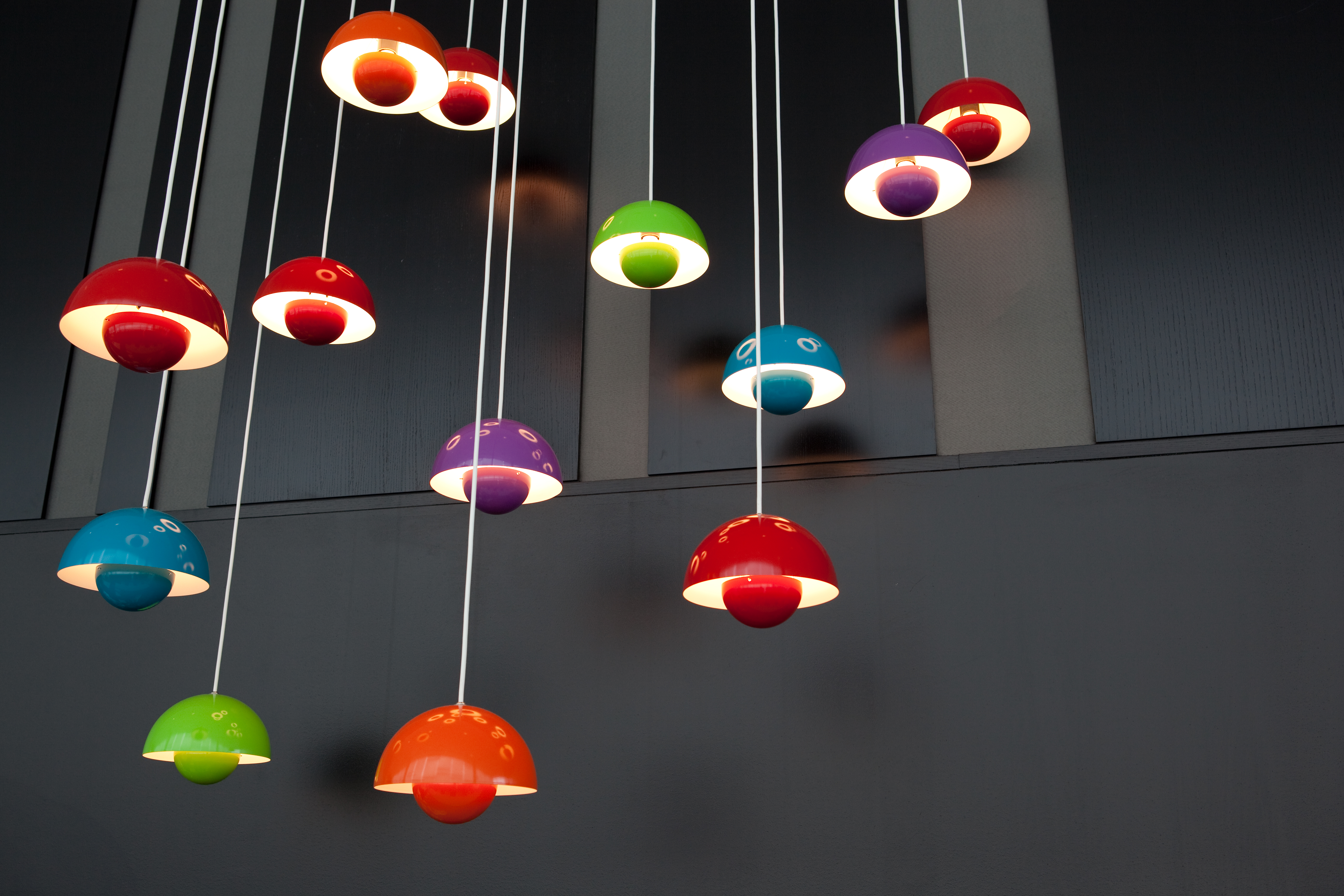
Lustry
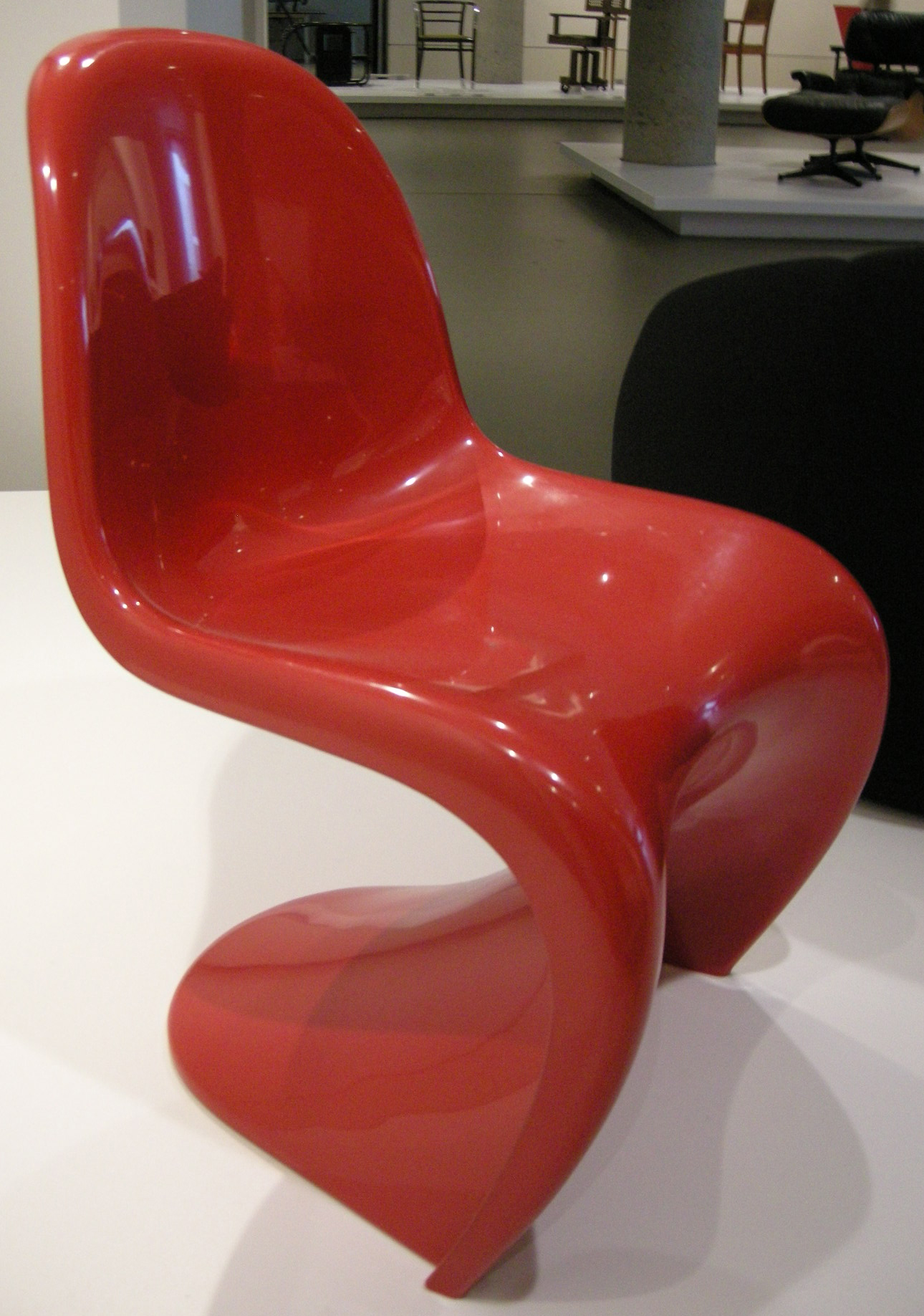
Židle Panton
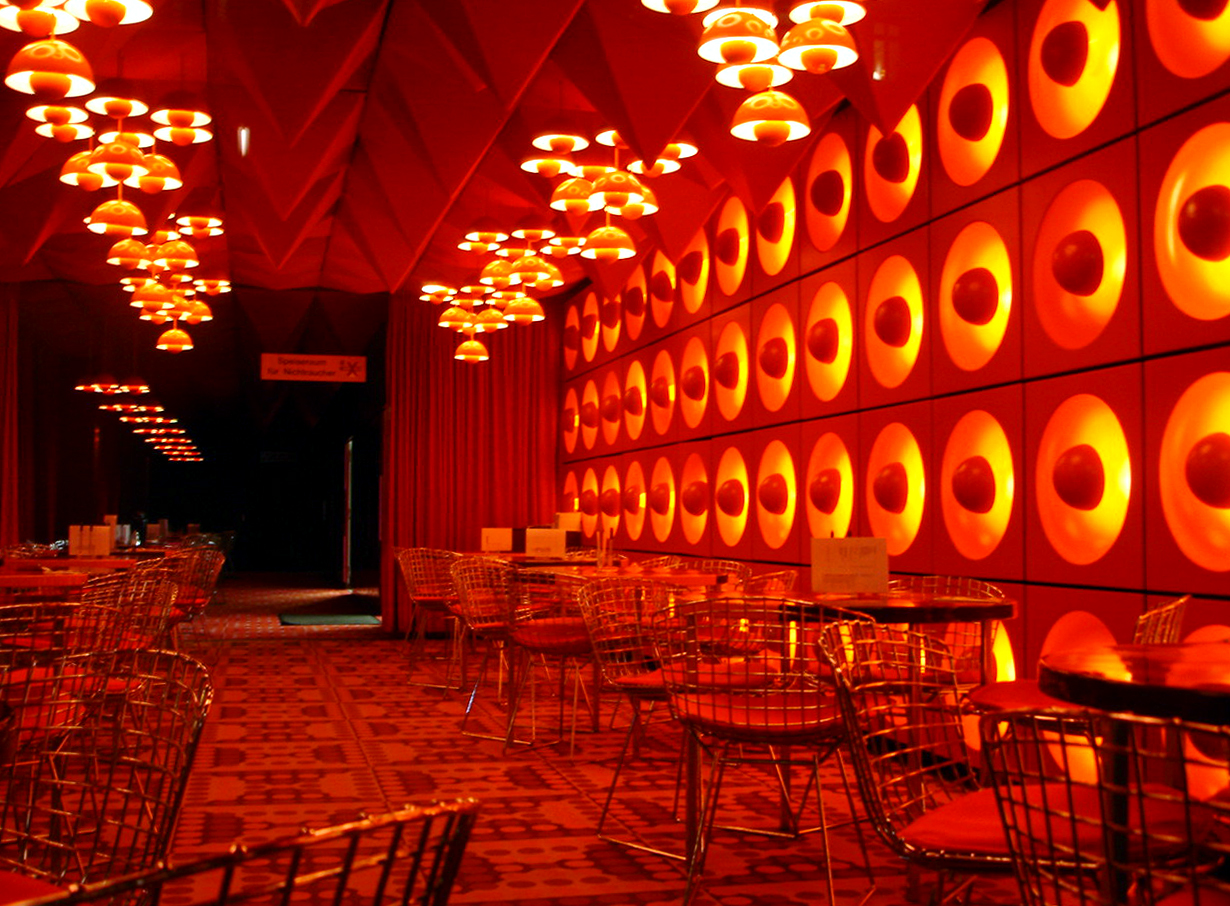
Jídelna v redakci Spiegelu